# Sulzbusch
Koordinaten: 50° 22′ 27″ N, 7° 11′ 36″ O
Das Naturschutzgebiet Sulzbusch liegt im Landkreis Mayen-Koblenz in Rheinland-Pfalz. Das etwa 128 ha große Gebiet, das im Jahr 1986 unter Naturschutz gestellt wurde, erstreckt sich südlich der Ortsgemeinde Rieden um den 552,6 Meter hohen Sulzbusch herum. Südlich verläuft die Landesstraße L 83 und fließt die Nette. Die L 82 verläuft östlich des Gebietes.